# Violeta de genciana
El violeta de genciana també anomenada violeta de metil, és un colorant d'anilina bàsica violeta. Aquest compost químic s'empra com a indicadors de pH, per indicar bacteris i com colorant. És utilitzat com a antisèptic, antihelmíntic, antifúngic i bactericida.
Els diferents violetes de metil són barreges de: N-tetra, N-penta i N-hexametil p-rosanilinas. Per la barreja de diferents versions, el fabricant pot crear diferents tons de violeta en el colorant final. Com més metilat estigui el colorant, com més fos és el color.
- Tetrametil (quatre metilos) és conegut com a Violeta de metil 2B, i troba usos específics en química i medicina.
- Pentametilo (cinc metilos) és conegut com a Violeta de metil 6B, i és més fosc com colorant que a 2B.
- Hexametilo (sis metilos) és conegut com a Violeta de metil 10B, o específicament violeta vidre. És molt més fosca que la 2B, i encara més fosc que la 6B.

## Propietats i característiques físiques
En la forma pura, la violeta de genciana es presenta com llustrosos vidres blau verdosos que fonen a 137° Celsius (279° Fahrenheit).
Els violeta de metil són solubles en aigua, etanol, dietilenglicol, i dipropilenglicol. En particular, el violeta de metil 6B és soluble en aigua al 2,93% i soluble en etanol al 15,21%. El violeta de metil no s'ha de confondre amb el blau de metil ni amb el blau de metilè, dos colorants.

## Obtenció
El violeta de metil s'obté per reacció de condensació de la cetona de Michler (4,4 '-Bis-dimetilamino-benzofenona) amb N, N-dimetilanilina en presència de clorat de fosforilada.

## Usos
El principal ús del violeta de metil (per volum brut usat mundialment) és el de tintura tèxtil de color porpra i per donar tons violeta fosc en pintures i tinta d'impressió.
El violeta de metil 2B (anomenat senzillament violeta de metil) és usat en química com un indicador de pH per provar els intervals de pH de 0 a 1,0. A l'extrem àcid del seu interval de mesurament, pren un color groc. A l'alcalí, es fa violeta blavós. El Violeta de metil pot ser subministrat com paper de prova de pH, o pot ser subministrat com cristalls purs i dissolts en la mostra a ser provada.
El  Violeta de metil  10B és usat en l'interval de 0 a 1,8, quan canvia també de groc a blau.
En medicina, el violeta de metil 10B és conegut com a violeta de genciana i és l'ingredient actiu en el colorant de Gram, usat per classificar bacteris. El violeta de genciana destrueix cèl·lules, i és usat en desinfectant d'intensitat moderada extern. El violeta de genciana és molt verinós per a la majoria dels animals, cadells i gats inclosos; no ha de ser usat per a desinfecció de la pell d'aquests animals.
El violeta de metil té també l'habilitat de connectar-se a l'ADN. Per tant, en ciències biomèdiques, és usat per a assajos de viabilitat cel·lular. La connexió a l'ADN pot causar ruptures en el procés de replicació de l'ADN, el qual pot portar a mutacions i càncer.
Normalment és formulat per a ús com indicador de pH en la varietat de violeta de metil com una solució de 0,01 a 0,05% en m/vi en la varietat de violeta de cristall com una solució de 0,02% en m/v en aigua.

## Estructures i fórmules químiques

Violeta de metil 2B
{\displaystyle C_{23}H_{26}N_{3}^{+}C^{-}}
Violeta de metil 6B
{\displaystyle C_{24}H_{28}N_{3}^{+}C^{-}}
Violeta de metil 10B
{\displaystyle C_{24}H_{28}N_{3}^{+}C^{-}}